# A groovy kind of love
A groovy kind of love is een lied geschreven door Carole Bayer Sager (net 21 jaar) en Tony Wine (toen 17). Het is volgens overlevering in 20 minuten geschreven. De muziek is gebaseerd op het rondo uit de Sonatine in G majeur nr. 5 van Muzio Clementi. Sager en Wine vonden in het toen in opkomst zijnde woord "groovy" hun inspiratie. Naar verluidt zou Lesley Gore het nummer opnemen, maar haar platenlabel Mercury Records en muziekproducent Shelby Singleton zagen niets in de duiding "groovy".

## Diane & Annita
De eerste opname die bekend is, is waarschijnlijk van het duo Diane and Annita, bestaande uit Diane Hall en Annita Ray. Ray zong eerder in The Bookends. Het nummer is in 1965 opgenomen voor Wand Records, maar uiteindelijk zou het alleen in Frankrijk verschijnen op een EP van platenlabel Vogue. Dat plaatje bevatte ook hun hitje One by one. Of op die EP Hall en Ray ook werkelijk te horen zijn is onduidelijk: de stemvoering zou danig verschillen met de twee singles waarvan vaststaat dat ze die wél opgenomen hebben. Een andere optie is dat Sager en Wine zelf de EP hebben ingezongen.

## Patti LaBelle
Ook in 1965 werd het nummer opgenomen door Patti LaBelle and Her Bluebelles. A groovy kind of love verscheen als B-kant van de single Over the Rainbow. Het platenlabel was Atlantic Records. Veel exemplaren werden er niet verkocht; het staat in geen enkele hitlijst genoteerd.

## The Mindbenders
Succes kwam wel met een opname van The Mindbenders. Zij waren net losgeweekt als begeleidingsband van Wayne Fontana en kwamen met A groovy kind of love als debuutsingle. Op 12 maart 1966 bereikte de band de tweede plaats in de Britse Top 50. Ze stonden 14 weken genoteerd in de top 50. Het plaatje verkocht ook goed in Ierland. Een jaar later kwam voor The Mindbenders het succes in de Verenigde Staten; het nummer stond dertien weken genoteerd in de Billboard Hot 100 met eveneens een tweede plaats als hoogste notering. In week 12 van 1966 wisten The Mindbenders de Nederlandse Top 40 te halen met een eenmalige 39e plaats.

### NPO Radio 2 Top 2000
| Nummer met noteringen in de NPO Radio 2 Top 2000 | '99  | '00  |
| ------------------------------------------------ | ---- | ---- |
| A Groovy Kind of Love                            | 1971 | 1935 |

1. ↑  Een vetgedrukt getal geeft de hoogste notering aan.
2. ↑  Deze tabel is bijgewerkt tot en met de laatste editie (2024).

## Elki & Owen with the Rim Ram Band
Elkie Brooks en de Jamaicaanse singer-songwriter Owen Gray namen het nummer in 1970 op als een reggaenummer onder de titel Groovie Kinda Love. Het werd uitgebracht op het Nederlandse platenlabel Blue Elephant. Hun versie stond negen weken in de Nederlandse Top 40, met de 21e plaats als hoogste notering.

## Les Gray
A groovy kind of love haalde in 1977 opnieuw de Britse hitlijsten in een uitvoering van Les Gray, de toenmalige zanger van Mud met een van zijn drie solosingles. Hij stond vijf weken genoteerd, met een 32e plaats als hoogste klassering. In Nederland, toch een tijdje gek van Mud, leverde het geen hitnotering op.

## Phil Collins
Alle voorgaande verkoopresultaten verbleekten, toen in 1988 de versie verscheen van Phil Collins. Hij zou het eigenlijk als muziekproducent opnemen met Stephen Bishop, maar besloot het zelf te doen. Collins maakte er een langzame ballad van, die verscheen in de film Buster waarin hij meespeelde. De filmmuziek greep terug naar de jaren 60 en dus ook naar a groovy kind of love. De single haalde in een aantal landen de eerste plaats in de hitlijsten, waarbij ook een eerste plaats in Engeland en de Verenigde Staten.

### Hitnotering
Het was allereerst alarmschijf, nummer 1 in de tipparade.

#### Nederlandse Top 40
| Hitnotering: 17-09-1988 t/m 03-12-1988 | Hitnotering: 17-09-1988 t/m 03-12-1988 | Hitnotering: 17-09-1988 t/m 03-12-1988 | Hitnotering: 17-09-1988 t/m 03-12-1988 | Hitnotering: 17-09-1988 t/m 03-12-1988 | Hitnotering: 17-09-1988 t/m 03-12-1988 | Hitnotering: 17-09-1988 t/m 03-12-1988 | Hitnotering: 17-09-1988 t/m 03-12-1988 | Hitnotering: 17-09-1988 t/m 03-12-1988 | Hitnotering: 17-09-1988 t/m 03-12-1988 | Hitnotering: 17-09-1988 t/m 03-12-1988 | Hitnotering: 17-09-1988 t/m 03-12-1988 | Hitnotering: 17-09-1988 t/m 03-12-1988 | Hitnotering: 17-09-1988 t/m 03-12-1988 |
| Week                                   | 1                                      | 2                                      | 3                                      | 4                                      | 5                                      | 6                                      | 7                                      | 8                                      | 9                                      | 10                                     | 11                                     | 12                                     |                                        |
| -------------------------------------- | -------------------------------------- | -------------------------------------- | -------------------------------------- | -------------------------------------- | -------------------------------------- | -------------------------------------- | -------------------------------------- | -------------------------------------- | -------------------------------------- | -------------------------------------- | -------------------------------------- | -------------------------------------- | -------------------------------------- |
| Nummer                                 | 31                                     | 14                                     | 7                                      | 2                                      | 1                                      | 2                                      | 3                                      | 4                                      | 10                                     | 17                                     | 28                                     | 38                                     | uit                                    |

#### NederlandseSingle Top 100
In deze lijst werd hij tegengehouden door voornamelijk Womack & Womack met Teardrops.
| Hitnotering: 17-09-1988 t/m 24-12-1988 | Hitnotering: 17-09-1988 t/m 24-12-1988 | Hitnotering: 17-09-1988 t/m 24-12-1988 | Hitnotering: 17-09-1988 t/m 24-12-1988 | Hitnotering: 17-09-1988 t/m 24-12-1988 | Hitnotering: 17-09-1988 t/m 24-12-1988 | Hitnotering: 17-09-1988 t/m 24-12-1988 | Hitnotering: 17-09-1988 t/m 24-12-1988 | Hitnotering: 17-09-1988 t/m 24-12-1988 | Hitnotering: 17-09-1988 t/m 24-12-1988 | Hitnotering: 17-09-1988 t/m 24-12-1988 | Hitnotering: 17-09-1988 t/m 24-12-1988 | Hitnotering: 17-09-1988 t/m 24-12-1988 | Hitnotering: 17-09-1988 t/m 24-12-1988 | Hitnotering: 17-09-1988 t/m 24-12-1988 | Hitnotering: 17-09-1988 t/m 24-12-1988 |
| Week                                   | 1                                      | 2                                      | 3                                      | 4                                      | 5                                      | 6                                      | 7                                      | 8                                      | 9                                      | 10                                     | 11                                     | 12                                     | 13                                     | 14                                     |                                        |
| -------------------------------------- | -------------------------------------- | -------------------------------------- | -------------------------------------- | -------------------------------------- | -------------------------------------- | -------------------------------------- | -------------------------------------- | -------------------------------------- | -------------------------------------- | -------------------------------------- | -------------------------------------- | -------------------------------------- | -------------------------------------- | -------------------------------------- | -------------------------------------- |
| Nummer                                 | 69                                     | 21                                     | 7                                      | 2                                      | 2                                      | 2                                      | 3                                      | 3                                      | 9                                      | 13                                     | 17                                     | 28                                     | 64                                     | 92                                     | uit                                    |

#### BelgischeBRT Top 30
| Hitnotering: 01-10-1988 t/m 03-12-1988 | Hitnotering: 01-10-1988 t/m 03-12-1988 | Hitnotering: 01-10-1988 t/m 03-12-1988 | Hitnotering: 01-10-1988 t/m 03-12-1988 | Hitnotering: 01-10-1988 t/m 03-12-1988 | Hitnotering: 01-10-1988 t/m 03-12-1988 | Hitnotering: 01-10-1988 t/m 03-12-1988 | Hitnotering: 01-10-1988 t/m 03-12-1988 | Hitnotering: 01-10-1988 t/m 03-12-1988 | Hitnotering: 01-10-1988 t/m 03-12-1988 | Hitnotering: 01-10-1988 t/m 03-12-1988 | Hitnotering: 01-10-1988 t/m 03-12-1988 |
| Week                                   | 1                                      | 2                                      | 3                                      | 4                                      | 5                                      | 6                                      | 7                                      | 8                                      | 9                                      | 10                                     |                                        |
| -------------------------------------- | -------------------------------------- | -------------------------------------- | -------------------------------------- | -------------------------------------- | -------------------------------------- | -------------------------------------- | -------------------------------------- | -------------------------------------- | -------------------------------------- | -------------------------------------- | -------------------------------------- |
| Nummer                                 | 10                                     | 5                                      | 4                                      | 2                                      | 1                                      | 1                                      | 2                                      | 3                                      | 8                                      | 11                                     | uit                                    |

#### VlaamseUltratop 50
| Hitnotering: 17-09-1988 t/m 17-12-1988 | Hitnotering: 17-09-1988 t/m 17-12-1988 | Hitnotering: 17-09-1988 t/m 17-12-1988 | Hitnotering: 17-09-1988 t/m 17-12-1988 | Hitnotering: 17-09-1988 t/m 17-12-1988 | Hitnotering: 17-09-1988 t/m 17-12-1988 | Hitnotering: 17-09-1988 t/m 17-12-1988 | Hitnotering: 17-09-1988 t/m 17-12-1988 | Hitnotering: 17-09-1988 t/m 17-12-1988 | Hitnotering: 17-09-1988 t/m 17-12-1988 | Hitnotering: 17-09-1988 t/m 17-12-1988 | Hitnotering: 17-09-1988 t/m 17-12-1988 | Hitnotering: 17-09-1988 t/m 17-12-1988 | Hitnotering: 17-09-1988 t/m 17-12-1988 | Hitnotering: 17-09-1988 t/m 17-12-1988 |
| Week                                   | 1                                      | 2                                      | 3                                      | 4                                      | 5                                      | 6                                      | 7                                      | 8                                      | 9                                      | 10                                     | 11                                     | 12                                     | 13                                     |                                        |
| -------------------------------------- | -------------------------------------- | -------------------------------------- | -------------------------------------- | -------------------------------------- | -------------------------------------- | -------------------------------------- | -------------------------------------- | -------------------------------------- | -------------------------------------- | -------------------------------------- | -------------------------------------- | -------------------------------------- | -------------------------------------- | -------------------------------------- |
| Nummer                                 | 34                                     | 27                                     | 11                                     | 6                                      | 3                                      | 2                                      | 1                                      | 1                                      | 2                                      | 3                                      | 7                                      | 13                                     | 33                                     | uit                                    |

#### NPO Radio 2 Top 2000
| Nummer met noteringen in de NPO Radio 2 Top 2000 | '99 | '00 | '01  | '02  | '03  | '04  | '05  | '06  | '07  | '08  | '09 | '10  | '11 | '12  |
| ------------------------------------------------ | --- | --- | ---- | ---- | ---- | ---- | ---- | ---- | ---- | ---- | --- | ---- | --- | ---- |
| A Groovy Kind of Love                            | 645 | -   | 1093 | 1146 | 1025 | 1095 | 1582 | 1599 | 1960 | 1482 | -   | 1915 | -   | 1438 |

1. ↑  Een '-' betekent dat het nummer niet was genoteerd en een vetgedrukt getal geeft de hoogste notering aan.
2. ↑  Deze tabel is bijgewerkt tot en met de laatste editie (2024).

## Andere uitvoeringen
Er zijn diverse covers verschenen, van Sonny & Cher tot Neil Diamond. Een opmerkelijke uitvoering is weggelegd voor voetballer Gary Lineker voor een reclame voor Walker Crisps.